# باشگاه فوتبال شهر خودرو مشهد
باشگاه فوتبال شهر خودرو مشهد یک باشگاه فوتبال بود که در شهر مشهد قرار داشت. این باشگاه در سال ۱۳۹۲ به مالکیت پدیده شاندیز مشهد تأسیس شد و در همان سال اول حضور موفق به کسب عنوان قهرمانی لیگ یک کشور شد. در سه سال آینده با مشکلات مالی زیادی رو به رو شد چرا که تبلیغات تیم نمی‌توانست انتظارات مجتمع شاندیز را برآورده کند. بر همین اساس در سال ۱۳۹۷ به یک شرکت خراسانی واگذار شد و به شهر خودرو مشهد تغییر نام داد و با واگذاری این باشگاه به هیئت فوتبال خراسان رضوی در اسفند ۱۳۹۹ مجدداً به «پدیده» تبدیل شد. در سال ۱۴۰۰ بعد از تلاش‌های قضایی صورت گرفته مجدد با نام «شهرخودرو» تغییر کرد. امتیاز این تیم در مرداد ۱۴۰۱ به باشگاه امید وحدت خراسان واگذار شد.

## پیشینه
باشگاه فوتبال پدیده خراسان در سال ۱۳۹۲ با خرید امتیاز باشگاه فوتبال مس سرچشمه با نام «پدیده مشهد» تأسیس و در مسابقات لیگ آزادگان شرکت کرد.
باشگاه پدیده با قهرمانی در گروه الف لیگ آزادگان فصل ۹۳–۱۳۹۲ به لیگ برتر ایران صعود کرد.
باشگاه پدیده در پایان هفته ششم لیگ چهاردهم که اولین حضور این تیم در لیگ برتر خلیج فارس بود، تنها تیم بدون شکست مسابقات باقی ماند و در رده سوم لیگ قرار گرفت. در پایان هفته ششم پدیده بهترین تیم و علیرضا مرزبان مربی تیم به عنوان بهترین مربی انتخاب شد. باشگاه پدیده در نهایت فصل ۹۴–۱۳۹۳ را با کسب جایگاه دهم لیگ و رسیده به نیمه نهایی جام حذفی به پایان رساند و در تیر ۱۳۹۴ محمدرضا مهاجری جایگزین علیرضا مرزبان به عنوان سرمربی پدیده شد. مهاجری به مدت سه فصل هدایت پدیده را به دست داشت و در سال اول رتبه دهم، در سال دوم رتبه یازدهم و در سال سوم نیز رتبه یازدهم لیگ را کسب کرد.
پس از پایان قرارداد مهاجری، یحیی گل‌محمدی سکان پدیده را به دست گرفت. در نیم فصل اول لیگ هجدهم پدیده خراسان با سرمربیگری او توانست نتایج قابل قبولی کسب کند و در پایان نیم فصل در جایگاه دوم جدول رده‌بندی قرار گرفت. اما شرکت پدیده در اداره امور باشگاه مشکلاتی داشت و سرانجام پس‌از کش و قوس‌های فراوان و با همکاری مسئولان استانی در سال ۱۳۹۷ سهام باشگاه پدیده به شرکت شهر خودرو با مالکیت فرهاد حمیداوی منتقل شد؛ که اسم این تیم از نیم فصل به پدیده شهر خودرو تغییر کرد. این باشگاه در پایان لیگ هجدهم با قرار گرفتن در جایگاه چهارم موفق به کسب سهمیه پلی آف لیگ قهرمانان آسیا گشت و به اولین تیم استان خراسان رضوی تبدیل شد که به مسابقات آسیایی راه یافته و پس از پیروزی بر الرفاع بحرین و السیلیه قطر (در ضربات پنالتی) به مرحله گروهی لیگ قهرمانان آسیا ۲۰۲۰ نیز صعود کرد، ولی در دور گروهی پس از جدایی گل‌محمدی از تیم، دو بازی با مجتبی سرآسیایی و چهار بازی با مهدی رحمتی به عنوان سرمربی انجام داد که به جز یک مساوی با الهلال که نتیجه آن نیز به علت خارج شدن الهلال از گردونه رقابت‌ها حذف شد تمام بازی‌ها را باخت و در نهایت با کسب ۰ امتیاز رکورد ضعیف‌ترین عملکرد یک تیم ایرانی در تمام ادوار این مسابقات را ثبت کرد.
این باشگاه از فصل ۹۹–۱۳۹۸ با نام شهر خودرو در مسابقات حاضر شد ولی در پی مشکلات مالی مالک شهرخودرو، در اسفند ۱۳۹۹ به هیئت فوتبال مشهد واگذار و نام این تیم دوباره به پدیده تغییر کرد.
این باشگاه در سال ۱۴۰۰ بعد از تلاش‌های قضایی صورت گرفته مجدد با نام شهرخودرو خراسان تغییر کرد.
در پایان فصل ۱۴۰۱–۱۴۰۰ این تیم در جایگاه پانزدهم لیگ قرار گرفت و پس از هشت فصل حضور مستمر، به لیگ دسته یک کشور سقوط کرد و طرفداران تیم پدیده فرهاد حمیداوی مالک تیم را مقصر می‌دانستند.
تیم شهرخودرو در مرداد ماه ۱۴۰۱ به تیم امید وحدت مشهد واگذار شد. وپس از آن به دلیل نتایج بسیار ضعیف و نبود امکانات مالی این تیم برای همیشه منحل شد.

## نماد، رنگ و لباس

### نماد
باشگاه فوتبال شهرخودرو دارای لوگویی قرمزرنگ که در آن نمادهای ورزشی فوتبال، کشتی، وزنه‌برداری، دوچرخه‌سواری و… به کار رفته می‌باشد؛ رنگ اصلی لوگو قرمز است و نماد فوتبال میان آن نیز اهمیت فوتبال و رشته اصلی این باشگاه را مشخص می‌کند. باشگاه شهر خودرو، لوگویی قرمزرنگ که در آن نماد یوزپلنگ به کار رفته است را برای این باشگاه استفاده می‌کند.

۱۳۹۲–۱۳۹۷
۱۳۹۷–۱۳۹۹
۱۳۹۹–۱۴۰۰
۱۴۰۰–۱۴۰۱

### رنگ
عموماً باشگاه ورزشی شهرخودرو به خاطر رنگ قرمز آن شناخته می‌شود؛ این رنگ در لوگو و پیراهن آن نیز به‌کار رفته است.

### لباس (کیت)
لباس اول این تیم قرمز و لباس دوم نیز معمولاً سفید می‌باشد. در فصل ۹۹–۱۳۹۸ رنگ لباس اول این تیم به عنابی تغییر کرد و در فصل ۱۴۰۰–۱۳۹۹ نیز لباس اول این تیم به مشکی و قرمز تاثیرگرفته از ابومسلم در آمد. در فصل ۰۱–۱۴۰۰ رنگ لباس اول دوباره عنابی شد و در همین فصل لباس زرد و آبی نیز در تعدادی از بازی‌های این تیم استفاده شد.

## شهرآورد
دیدار دو تیم شهرخودرو و سیاه‌جامگان به عنوان دربی یا شهرآورد مشهد معروف شد و طرفداران زیادی برای دیدن بازی‌های این دو تیم می‌آمدند.

## هواداران
بیشتر هواداران این تیم را مردم محلی و استان خراسان و عدهٔ ای خارج از استان تشکیل می‌دهند. این باشگاه در ابتدای تشکیل هواداران بسیاری را جذب خود کرد به طوریکه مانند ابومسلم خراسان از پرهوادارترین باشگاه‌های لیگ آزادگان بود

## ورزشگاه خانگی

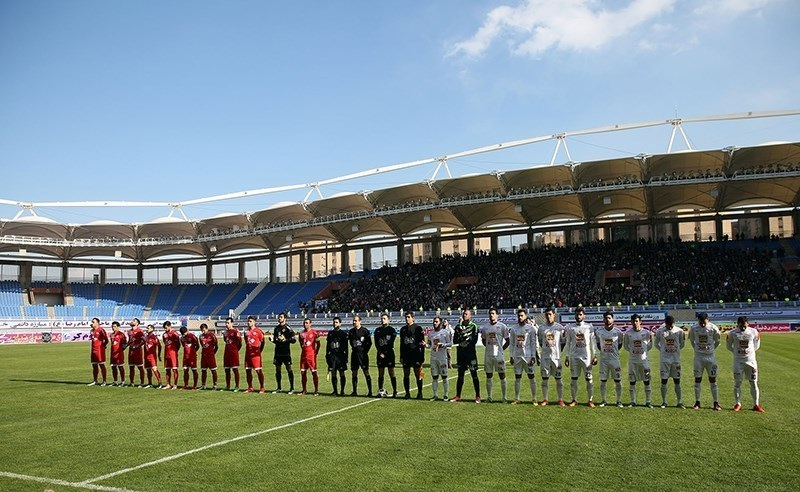
مسابقه میان پدیده و تراکتور در ورزشگاه امام رضا

تا هنگام گشایش ورزشگاه امام رضا، شهرخودرو بازی‌های خانگی خود را در ورزشگاه ثامن مشهد برگزار می‌کرد؛ پس از گشایش ورزشگاه امام رضا، مهاجری سرمربی وقت شهرخودرو از این اتفاق خوشحال و معتقد بود این ورزشگاه خدمت بزرگی به ورزش استان خواهد کرد گنجایش این ورزشگاه حدود ۲۷ هزار نفر است. هم‌اکنون این ورزشگاه تحت اختیار باشگاه تیم شادکام مشهد می‌باشد.

## سقوط به لیگ آزادگان
شهر خودرو در لیگ برتر فوتبال ایران ۰۱–۱۴۰۰ با قرار گرفتن در رده پانزدهم به لیگ آزادگان سقوط کرد.

## بازیکنان

### بازیکنان خارجی
فهرست بازیکنان خارجی باشگاه فوتبال شهرخودرو مشهد شامل بازیکنانی می‌شود که با تابعیت غیر ایرانی برای باشگاه فوتبال شهرخودرو بازی کرده‌اند.
| ردیف | نام                | کشور        | پست   | دوران بازی | بازی | گل |
| ---- | ------------------ | ----------- | ----- | ---------- | ---- | -- |
| ۱    | ایگور پراهیچ       | کرواسی      | مدافع | ۱۳۹۳–۱۳۹۵  | ۳۸   | ۳  |
| ۲    | میلان یووانوویچ    | مونته‌نگرو   | مدافع | ۱۳۹۳–۱۳۹۴  | ۱۶   | ۳  |
| ۳    | زوران کنوویچ       | صربستان     | هافبک | ۱۳۹۳–۱۳۹۴  | ۲۵   | ۰  |
| ۴    | بهادر نسیم‌اف       | ارمنستان    | هافبک | ۱۳۹۳–۱۳۹۴  | ۱۷   | ۱  |
| ۵    | وارازداد هارویان   | ارمنستان    | مدافع | ۱۳۹۵–۱۳۹۶  | ۲۵   | ۰  |
| ۶    | دریسا دیار اسویوبا | ساحل عاج    | هافبک | ۱۳۹۵–۱۳۹۶  | ۱۷   | ۲  |
| ۷    | کارلوس چاواریا     | نیکاراگوئه  | مهاجم | ۱۳۹۷–۱۳۹۸  | ۱۲   | ۰  |
| ۸    | میرو اسلاووف       | اوکراین     | هافبک | ۱۳۹۸–۱۳۹۹  | ۴    | ۰  |
| ۹    | تیتو اوکلو         | سودان جنوبی | مهاجم | ۱۴۰۰       | ۰    | ۰  |

- بازیکنانی که نامشان پررنگ نوشته شده است، سابقهٔ ملی در تیم ملی کشورشان را دارند.
- تعداد بازی‌ها و گل‌های ثبت شده، فقط مربوط به مسابقات لیگ داخلی می‌باشد.

به روز رسانی: ۱۸ تیر ۱۴۰۱

### بازیکنان در تورنمنت‌های بین‌المللی
| تورنمنت               | بازیکن          |
| --------------------- | --------------- |
| جام ملت‌های آسیا ۲۰۱۵  | بهادر نسیم‌اف    |
| جام جهانی فوتبال ۲۰۱۸ | محمدرضا خانزاده |

## حضور در لیگ قهرمانان آسیا
| فصل  | رقابت              | نتیجه               | بازی | برد | مساوی | باخت | زده | خورده |
| ---- | ------------------ | ------------------- | ---- | --- | ----- | ---- | --- | ----- |
| ۲۰۲۰ | پلی‌آف لیگ قهرمانان | صعود به مرحله گروهی | ۲    | ۱   | ۱     | ۰    | ۲   | ۱     |
| ۲۰۲۰ | لیگ قهرمانان       | حذف در مرحله گروهی  | ۴    | ۰   | ۰     | ۴    | ۰   | ۶     |

## افتخارات
لیگ آزادگان
- قهرمان (۱): ۹۳–۱۳۹۲